# Appelez le 112

Appelez le 112 (Geisterfahrer) est un téléfilm allemand réalisé par Lars Becker et diffusé en 2012.

## Fiche technique
- Titre original : Geisterfahrer
- Réalisation : Lars Becker
- Scénario : Lars Becker
- Photographie : Hannes Hubach
- Pays d'origine :  Allemagne
- Langue : allemand
- Genre : drame
- Durée : 89 minutes
- Date de diffusion :
  - France : 9 novembre 2012 sur Arte

## Distribution
- Tobias Moretti : Freddy Kowalski
- Fahri Yardim : Emile Ramzy
- Uwe Ochsenknecht : Otto Schlesinger
- Julia Dietze : Lola König
- Alexander Wipprecht : Jerzy
- Stefan Rudolf : Mike
- Armin Rohde : Franz Marx
- Tyron Ricketts : Franco Toko
- Narges Rashidi : Faiza
- Michele Oliveri : Gino Pozzo
- Misel Maticevic : Yasser
- Fritz Karl : Docteur Paul Montgomery
- Martin Brambach : Mario Brenner
- Liz Baffoe : infirmière Boateng
- Kaan Aydogdu : fils de Yasser